# 明若曉溪
《明若曉溪》，2015年兩岸合拍偶像劇，本劇故事改編自中文寫作者明曉溪的第1部小說。由曾沛慈、SpeXial-子閎、SpeXial-Evan、徐開騁、曹曦月、五熊主演。2013年10月開鏡，2014年3月18日殺青。台灣於2015年9月9日八大綜合台及LINE TV （页面存档备份，存于）同步播出。

## 播出時間及平台

### 首播
| 頻道                           | 所在地 | 播映日期      | 播出時間                 |
| ------------------------------ | ------ | ------------- | ------------------------ |
| 八大綜合台                     | 臺灣   | 2015年9月9日  | 每週一至週四 20:00-21:00 |
| LINE TV （页面存档备份，存于） | 臺灣   | 2015年9月9日  | 每週一至週四 20:00       |
| 星和都會台                     | 新加坡 | 2016年2月11日 | 每週一至週四 22:00-23:00 |
| 華語劇台                       | 香港   | 2016年5月8日  | 每週六、日 11:00 - 13:00 |

### 重播
| 頻道       | 所在地 | 播映日期      | 播出時間                            |
| ---------- | ------ | ------------- | ----------------------------------- |
| 八大綜合台 | 臺灣   | 2015年9月10日 | 每週二至週五 02:00-03:00            |
| 八大綜合台 | 臺灣   | 2015年9月10日 | 每週二至週五 09:00-10:00            |
| 八大綜合台 | 臺灣   | 2015年9月10日 | 每週二至週五 16:00-17:00            |
| 星和都會台 | 新加坡 | 2016年2月12日 | 每週二至週五 03:00-04:00            |
| 星和都會台 | 新加坡 | 2016年2月12日 | 每週二至週五 13:00-14:00            |
| 星和都會台 | 新加坡 | 2016年2月13日 | 每週六 08:00-11:00 （四集完整重播） |
| 華語劇台   | 香港   | 2016年5月8日  | 每週六、日 14:30 - 16:30            |
| 華語劇台   | 香港   | 2016年5月8日  | 每週六、日 18:00 - 20:00            |
| 華語劇台   | 香港   | 2016年5月8日  | 每週六、日 21:30 - 23:30            |

## 故事大綱
中文
|  | 這是一個來自鄉村，擁有中國武術精神的少女，如何抖正浮華扭曲校園風氣的故事。 |

明曉溪，一個來自山城小部落鳳凰村的女孩，她是當今國內最年輕的武術女子冠軍，終日奔跑在家鄉的山林之中，她深愛自己的家鄉、村民，以為一輩子都會待在鳳凰村，不料，竟發生一件從此改變她的命運的事！曉溪破天荒地破格錄取進入人人夢寐以求的精英大學~光榆學院。當她一肩扛起扁擔帶著一籮筐的橘子與行李箱，配上涼鞋五色五指襪俗氣的打扮走進光榆校園，這所達官子弟專屬的貴族名校，隨處可見跑車、名牌、時尚的俊男美女的高級校區，曉溪馬上引起校園一陣騷動，引人紛紛側目...
進入光榆學院的第一天，發現同鄉好友林瑞喜被學生刁難，情急下將對方誤傷，卻意外惹到了學校中三個風格迥異且身分背景極其麻煩的風雲人物：牧流冰、東浩男、風澗澈。精英會會長牧流冰要求曉溪就傷人一事道歉，曉溪卻表明自己決不妥協，並與流冰立約，證明自己進大學靠的不光是武術特長，在學業上她也有資格進入大學，不然她便主動退學。流冰對曉溪的執拗與努力留下深刻印象，兩人成了一對摩擦不斷的歡喜冤家。其後，兩人在參加學校的愛心社，幫助缺乏資金的孤兒院擺脫困境的過程中情愫互生，但卻又遭到了富庶的流冰家人的阻擾。時值流冰家裡陷入債務危機，曉溪不離不棄，主動幫助流冰分擔壓力，並協助流冰度過危機，最終贏得了流冰家人的尊重。最終，曉溪以她樂觀、純粹以及不服輸、不屈服的精神，成為了精英会会长和光榆所有人的榜樣，實現了愛情與夢想的雙豐收。

## 演員列表

### 光榆學院主要人物
| 演員         | 角色   | 介紹 | 登場集數           |
| 曾沛慈       | 明曉溪 | 國內最年輕女子武術冠軍﹑光榆學院精英會會長(結局) 從小在鳳凰村的大家庭長大，讓她擁有溫暖善良、體貼仗義的性格，個性樂觀、熱情，擁有一身好功夫。喜歡路見不平、拔刀相助，做事有自己的原則，尤其是對於是非對錯有一定的堅持，不輕易的認輸，認定的事情會堅持到底，很重承諾。平常說話常常引用父親練武的名言，生活上也常會有以武術來展現自我的舉動出現。喜歡牧流冰，跟牧流冰的誤會解開之後又重新在一起，兩人以飲料拉環做為訂情戒指。牧流冰的女朋友。                                       | 全劇               |
| SpeXial-子閎 | 牧流冰 | 前任光榆學院學生會會長﹑光榆三公子之首﹑精英會會長。 認真負責有能力，頭腦相當聰明，有王者領袖的氣質。在他的字典裡沒有不可能，家裡的關係讓他與人有距離感，只有在兄弟面前才會有一絲溫暖的反應。對感情很遲鈍，不太會表達自己的感覺，即使察覺了自己的情感，也常在報仇與愛情之間掙扎，冷漠，其實有些孩子氣，雖然聰明，不過有時候喜歡捉弄明曉溪，也有時因為過度執著，會有點不近人情的感覺。喜歡明曉溪，跟明曉溪的誤會解開之後又重新在一起，兩人以飲料拉環做為訂情戒指。明曉溪的男朋友。 | 全劇               |
| SpeXial-Evan | 風澗澈 | 光榆三公子之一﹑精英會副會長。 總是給人若即若離、飄忽不定的性格，時常望向遠方，讓人難以捉摸，但他對身邊的友人非常關心，在他們面前展現溫柔幽默的一面。說話有自己的邏輯，帶著淡淡的溫柔體貼，以哲理詩人般的言語安慰別人。懂得浪漫，喜歡接受新事物，與牧流冰的聰明不相上下，只是不愛主動管事。心思細膩的他總是可以猜中對方的心思，也很能看透局勢的變化。喜歡明曉溪。 | 全劇               |
| 徐開騁       | 東浩男 | 校長之子﹑光榆三公子之一﹑東浩雪的哥哥。 脾氣大，運動神經發達，有大少爺個人一點的想法，對於父親的精英論很贊同，認為精英就該享有和平民不一樣的待遇。但他為人卻非常真性情，若兄弟有難一定維護兄弟到底。在愛情面前，變得懦弱膽小，面對鐵紗杏時總是選擇逃避現實；為了要讓鐵紗杏對他另眼相看，他決定努力地變精英才能配得上他的公主。喜歡鐵纱杏，鐵紗杏的男朋友。 | 1-13，15-19，22-30 |
| 曹曦月       | 鐵纱杏 | 公關部主席、牧流冰的青梅竹馬 完美主義者，習慣壓抑自己，有千金的氣質、執著、愛面子、有強烈的佔有欲喜歡搶盡風頭的感覺，希望大家的關愛和目光都能在自己的身上。不過不喜歡別人將她的努力都歸在自己的家世，也不喜歡父親用自己的勢力幫她爭取愛情，她有自信可以用自己的聰明才智獲得任何想要的東西。前喜歡牧流冰，後喜歡東浩男，東浩男的女朋友。 | 2-30               |
| 五熊         | 東浩雪 | 校長之女﹑曉溪的好閏蜜﹑東浩男的妹妹。 活潑好動、天真可愛。情緒都寫在臉上，個性善良，有千金大小姐的外貌卻沒有大小姐的脾氣，重朋友和義氣，看不起懦弱和欺善怕惡的人。喜歡一個人會想一直跟在他身邊，可是對於表白有點找不到方法，能讓她煩惱的事，大概就是感情的事了；其他事情總是抱著好玩、新鮮的感覺才去參與。喜歡風澗澈。 | 2-25,27-30         |

### 光榆學院其他學生
| 演員   | 角色     | 介紹 | 登場集數        |
| 胡瑋   | 林瑞喜   | 明曉溪的同鄉﹑好朋友。 跟曉溪一樣來自于鳳凰村，從小就是一個超級膽小怕事的膽小鬼，長大后也沒有想要闖出什麼名堂。但家裡通過關係把他送進光榆，想要他進入上流社會，背負著光宗耀祖的使命，強迫自己一定要進入光榆的頂尖社團「精英會」，更當起專名服侍高層的陳志小跟班。以自己的聰明才智獲得任何想要的東西!喜歡東浩雪。 | 1-27,29-30      |
| 王薇   | 敏容     | 明曉溪的室友﹑學姐 出身在一個不算富裕的家庭，跟大多數的光榆學生比起來，敏容算是「貧民」階級。於是她隱藏起自己不夠有錢的事實，租了間離光榆有一段距離的公寓，盡量低調，小心翼翼地在光榆求生存。私底下的敏容也是有一顆少女心，喜歡帥哥﹑熱愛幻想，但如果有機會可以吃一下帥哥的豆腐，她也不會客氣。                  | 1-2,4-13,16-26  |
| 昆凌   | 林露西   | 鐵紗杏的跟班二號。 雖然同是紗紗的跟班，但露西跟菲菲很不一樣，開朗中帶著點傻氣﹑沒有心機，是個善良漂亮的女孩。心直口快的她常常語中驚人，紗紗即便生氣也拿她沒辦法。喜歡林瑞喜。 | 2-27            |
| 陽詠存 | 菲菲     | 鐵紗杏的一號跟班。 從小就懂得察言觀色﹑趨炎附勢，拜高踩低的功夫學得很足。知道鐵紗杏是個厲害角色，於是一入學就黏在鐵紗杏旁邊，進入精英會公關部，成為鐵紗杏的跟班。久而久之，菲菲慢慢地氣焰高漲，在其他同學面前也自覺高人一等。                                                                                    | 2-18，20-21,23  |
| 溫婷茹 |          | 鐵紗杏的跟班三號。 | 1-4,10-11,17-18 |
| 錢俞安 |          | 愛心社社長 | 8-11            |
| 林逸欣 | Coco學姊 | 精英會前會長﹑風澗澈的表姐 能幹的女強人，心狠狡詐。過去總是看不慣光榆三公子及鐵紗杏他們，認為他們只是沒用的富二代。但畢業後再與流冰碰面，發現他有很大的轉變，一開始對此感到有興趣，漸漸地對流冰產生好感。 是武林高手                                                                                             | 18-22           |

### 光榆學院老師
| 演員   | 角色   | 介紹 | 登場集數          |
| 葛蕾   | 東水月 | 光榆學院的校長﹑東浩男﹑東浩雪的母親。 東水月和東平川對於孩子的教育很不同，東水月是唸教育的，很希望孩子們可以多元發展，東水月接手光榆大學後，她對於精英會的主旨與當初他們在的時候不一樣了，她開始想著如何改變光榆大學的校風。                     | 1-5,7,10-11,23,30 |
| 朱德剛 |        | 光榆的現任學務長。 專門處理學生的大小事務，尤其是可以出風頭的時候，他一定會出現，學務長的位子是他透過各種管道﹑各種關係得來的，他深知有實力不一定會贏，但有「關係」就不會輸，所以他總是無所不同其極的討好當權派，最大的目標是可以坐上校長的寶座。 | 1-4,10-11         |
| 黃一嘉 |        | 教務主任 | 1,30              |
| 楊昇達 |        | 助教 | 3-4               |

### 精英會成員
| 演員         | 角色   | 介紹                                    | 登場集數             |
| SpeXial-子閎 | 牧流冰 | 參照光榆學院主要人物                    | 參照光榆學院主要人物 |
| SpeXial-Evan | 風澗澈 | 參照光榆學院主要人物                    | 參照光榆學院主要人物 |
| 徐開騁       | 東浩男 | 參照光榆學院主要人物                    | 參照光榆學院主要人物 |
| 曹曦月       | 鐵紗杏 | 參照光榆學院主要人物                    | 參照光榆學院主要人物 |
| 張雁名       |        | 執行隊長 被明曉溪一招「神龍擺尾」踢暈。 | 1                    |
| 邱品程       |        | 精英會成員                              | 1                    |
| 余岱宗       |        | 精英會成員                              | 1                    |

### 明家武館／鳳凰村人物
| 演員   | 角色     | 介紹 | 登場集數             |
| 曾沛慈 | 明曉溪   | 參照光榆學院主要人物 | 參照光榆學院主要人物 |
| 胡瑋杰 | 林瑞喜   | 參照光榆學院其他人物 | 參照光榆學院其他人物 |
| 王霆   | 明長河   | 明曉溪的父親﹑明家武館館長。 從小親自教育曉溪，不只教曉溪武術，更教她做人的道理，他不是很嚴格的父親，平常關心曉溪的方式也不是像谷蘭那麼明顯。但是曉溪有重要的內心事是會徵詢明長河的意見的，父女感情非常好。                                                          | 1,13-15,25           |
| 康瑛   | 谷蘭     | 明曉溪的母親。 為了要幫助明長河保住武館，變得相當精打細算。當谷蘭知道曉溪考上光榆時，興奮地好幾天睡不著覺，她覺得讓曉溪唸光榆是最好的投資了。谷蘭雖然也心疼曉溪要到遠地唸書，也了解明長河的難過，但是她相信曉溪未來一定會變得更好、更有前途，為了曉溪好，她覺得值得! | 1-2,12-15,25         |
| 侯瑞祥 | 大師兄   | 被明長河夫婦收養的孤兒，也是門下大弟子。 當年明長河夫婦草劍武館，第一天報到的不是學武的學生，竟是被丟在門口的小男嬰。大師兄從小就很貼心，只要是體力活的事都攬在自己身上。對師父師母百般孝順；對師弟們也頗具威嚴，而對曉溪則是有說不出的好感，喜歡明曉溪              | 1-2,13-15,25         |
| 張光磊 | 二師兄   | | 1,13-15,25           |
| 唐謹   | 三師兄   | | 1,13-15,25           |
| 解瑞言 | 四師兄   | | 1,13-15,25           |
| 張京林 | 五師兄   | | 1,13-15,25           |
| 譚闊闊 | 大師姐   | | 1,13-15,25           |
| 王宣云 | 小師妹   | | 1,13-15,25           |
| 王思宇 | 六師兄   | | 1,13-15              |
| 韓明軒 | 小師弟   | | 1,13-15              |
| 樓高翔 | 小師弟   | | 1,13-15              |
| 褚留生 | 村長     | | 1,13                 |
| 陳夢迪 | 村長女兒 | | 1,13                 |

### 牧家人物
| 演員         | 角色   | 介紹 | 登場集數             |
| SpeXial-子閎 | 牧流冰 | 參照光榆學院主要人物 | 參照光榆學院主要人物 |
| 王夢麟       | 牧英雄 | 牧流冰的爸爸。 和妻子一起經營一些小公司，雖然不是大富大貴，但是生活也過得不錯，沒有太大的野心，只希望能平平穩穩的過一生，但命運的捉弄使得他不得不遠離自己的夢想。 | 5-9,23-26,29(聲音)   |
| 丁強         | 牧爺爺 | 原本以種田為生，也習慣鄉下人的生活，在兒子牧英雄拚出一番事業後，他也不欣羨都市上流生活，比起住在豪宅，他更享受住在農村的感覺，甚至對於所謂「精英階層」嗤之以鼻。  | 5-7,9-10,23-27,29    |
| 唐林         | 何詩音 | 牧流冰的媽媽 | 8,25                 |

### 鐵家人物
| 演員   | 角色   | 介紹 | 登場集數             |
| 曹曦月 | 鐵纱杏 | 參照光榆學院主要人物 | 參照光榆學院主要人物 |
| 勾峰   | 鐵大旗 | 鐵氏集團的董事長。 為了衝事業，他娶了富家千金，事業也蒸蒸日上，他對妻子是感恩之心，所以妻子去世後，他父代母職養育鐵紗杏也是不遺餘力，對寶貝女兒疼愛有加。        | 3-10,17-30           |
| 張魁   | 西山   | 服侍鐵家多年，忠心耿耿，對待紗杏就像自己的女兒般，見紗杏為牧流冰而消瘦難過時心裡不捨，時常為紗杏出主意搶奪牧流冰。極為暸解鐵氏公女的性格，因而能輕易周旋於其中。 | 2-3,5-11,14,17-30    |

### 東家人物
| 演員   | 角色   | 介紹                 | 登場集數             |
| 葛蕾   | 東水月 | 參照光榆學院校長     | 參照光榆學院校長     |
| 徐開騁 | 東浩男 | 參照光榆學院主要人物 | 參照光榆學院主要人物 |
| 五熊   | 東浩雪 | 參照光榆學院主要人物 | 參照光榆學院主要人物 |

### 客串演員
| 演員                        | 角色     | 介紹                                                                     | 登場集數 |
| 管謹宗                      |          | 精英會執行隊長的父親。                                                   | 1        |
| 沈玉琳                      | 夜市攤販 | 擺設射氣球攤位的老闆，因對顧客的小心眼，而被明曉溪踢館教訓。             | 2        |
| 駱炫銘                      | 小牧流冰 |                                                                          | 8，16    |
| 陳幼芳                      | 院長     | 育幼院院長                                                               | 9-11     |
| 豆豆 （页面存档备份，存于） | 蕾蕾     | 育幼院院童                                                               | 9-11     |
| 沈昶宏                      |          | 育幼院院童                                                               | 9-11     |
| 孫士鈞                      | 史蒂芬   | 公司老闆，CoCo學姐的上司。                                               | 18-19    |
| SpeXial-Teddy               | 藍迪     | 牧流冰從小一起長大的朋友，父親是名神醫。                                 | 28-30    |
| SpeXial-宏正                | 鬼堂     | 牧流冰從小一起長大的朋友，功夫了得。                                     | 28,30    |
| 黃緯豪                      | 神童     | 牧流冰的朋友，是個大塊頭。                                               | 28,30    |
| 單承矩                      | 修斯大夫 | 藍迪的父親，是個脾氣古怪的醫生。在明曉溪幫助下，成功治癒風澗澈的手傷。   | 29       |
| 樓學賢                      | 黑雲     | 鐵大旗從國外找回的殺手。實為美國公司為監視鐵氏集團，而將兩兄弟安排於此。 | 29-30    |
| 何怡德                      | 黑雨     | 黑雲的弟弟，武功高強，但因輕敵而被曉溪擊敗。                             | 29-30    |

## 電視劇歌曲
| 曲序 | 曲目                     |                            | 作曲   | 演唱者  |
| ---- | ------------------------ | -------------------------- | ------ | ------- |
| 1.   | 愛這種離譜感覺（片頭曲） | Jerry Feng                 | 紀佳松 | SpeXial |
| 2.   | 雨季（片尾曲）           | Jerry Feng、黃柏勳、娜偲瓴 | 黃柏勳 | 曾沛慈  |

## 重要場景
- 義守大學
- 亞洲大學
- 農十六
- 高雄市鼓山區龍文街71號7樓
- 高雄美術館(美術之星)
- 高雄第一科技大學
- 大東藝術文化中心
- 高雄市立三民國小
- 同盟路愛河之星
- 高雄市立瑞祥國小(牧流冰在大象溜滑梯下親吻曉溪額頭)

## 製作團隊
- 導演：吳建新
- 編劇：華策劇本原創中心、可米創文中心
- 原著：明曉溪
- 製作人：林柏川、馮家瑞、趙依芳
- 製作公司：可米傳媒事業有限公司、八大電視、華策影視

## 收視率

### 湖南卫视
由CSM50数据参考而来，收视率包括全天收视指数和市场（收视）份额参数
| 播映日期       | 集數            | CSM50網平均收视率 | CSM50網平均收视份额 | 全國網平均收视率 | 全國網平均收视份额 | 排名     |
| 2015年9月8日   | 1-2             | 0.662%            | 4.026%              | 0.74%            | 6.03%              | 雙網第一 |
| 2015年9月9日   | 3-4             | 0.648%            | 3.829%              |                  |                    | 雙網第一 |
| 2015年9月15日  | 5-6             | 0.723%            | 4.36%               | 0.82%            | 6.82%              | 雙網第一 |
| 2015年9月16日  | 7-8             | 0.684%            | 4.127%              |                  |                    | 雙網第一 |
| 2015年9月22日  | 9-10            | 0.65%             | 4.162%              |                  |                    | 雙網第一 |
| 2015年9月23日  | 11-12           | 0.741%            | 4.757%              | 0.96%            | 8.51%              | 雙網第一 |
| 2015年9月29日  | 13-14           | 0.698%            | 4.439%              | 0.99%            | 8.45%              | 雙網第一 |
| 2015年9月30日  | 15-16           | 0.852%            | 4.503%              | 1.25%            | 9.21%              | 雙網第一 |
| 2015年10月6日  | 17-18           | 0.998%            | 5.296%              | 1.18%            | 8.52%              | 雙網第一 |
| 2015年10月7日  | 19-20           | 0.626%            | 3.361%              | 0.85%            | 6.71%              | 雙網第一 |
| 2015年10月13日 | 21-22           | 0.582%            | 3.765%              | 0.74%            | 6.79%              | 雙網第一 |
| 2015年10月14日 | 23-24           | 0.542%            | 3.593%              | 0.7%             | 6.4%               | 雙網第一 |
| 2015年10月20日 | 25-26           | 0.519%            | 3.281%              | 0.74%            | 6.7%               | 雙網第一 |
| 2015年10月21日 | 27-28（大結局） | 0.605%            | 3.888%              | 0.77%            | 6.93%              | 雙網第一 |

## 大事記
2013年
- 10月1日，本劇在臺灣高雄正式開拍。
- 10月16日，該劇在中國杭州開機。

2014年
- 01月21日，劇名由「愛情迴旋踢」更正為原小說的本名「明若曉溪」。
- 03月18日，本劇殺青。
- 08月，SpeXial-Evan因學業因素，暫時停止演藝事業八個月。
- 12月，中華人民共和國廣管總局將原來集數三十集改為二十八集。

2015年
- 03月21日，曾沛慈﹑SpeXial前往香港舉辦「華人偶像『星』勢力，引領台灣戲劇『星』潮流 獨家見面會」，並宣傳《明若曉溪》與《終極一班4》。
- 03月22日，曾沛慈﹑SpeXial出席香港國際影視節2015。
- 05月13日，SpeXial-子閎宣佈入伍，暫時停止演藝事業一年。
- 06月9日，SpeXial出席上海國際影視節2015
- 08月25日，北京舉行啟動發佈會。
- 08月30日，八大綜合台於17:30分播出《明曉溪 來踢館》。
- 09月8日，本劇正式登陸湖南衛視的青春進行時段，接檔《旋風少女》。
- 09月9日，本劇於八大綜合台及LINE TV （页面存档备份，存于）開播，每周一至四，晚上八點。

## 宣傳活動
| 播出時間       | 節目           | 出席演員                           |
| -------------- | -------------- | ---------------------------------- |
| 2015年9月8日   | 《娛樂百分百》 | 五熊                               |
| 2015年9月9日   | 《康熙來了》   | 曾沛慈                             |
| 2015年9月17日  | 《娛樂百分百》 | 曾沛慈、SpeXial-Evan               |
| 2015年9月21日  | 《型男大主廚》 | 曾沛慈、SpeXial-Evan、胡桓瑋、五熊 |
| 2015年9月24日  | 《我們都愛笑》 | 曾沛慈、SpeXial-Evan、徐開騁       |
| 2015年11月13日 | 《大牌對王牌》 | 曾沛慈、SpeXial-Evan               |

## 外部連結
- 官方網站
- 明若曉溪的Facebook專頁
- 明若曉溪LINE TV頻道 （页面存档备份，存于）
- 明若曉溪電視劇拍攝制作備案公示表
- 電視劇明若曉溪吧官方微博
- 八大綜合台網頁

## 作品的變遷
| 中国 湖南卫视 青春进行时 每週二至週三 22:00 - 24:00 | 中国 湖南卫视 青春进行时 每週二至週三 22:00 - 24:00 | 中国 湖南卫视 青春进行时 每週二至週三 22:00 - 24:00 |
| --------------------------------------------------- | --------------------------------------------------- | --------------------------------------------------- |
|                                                     | 明若曉溪 （2015年9月8日－2015年10月21日）           |                                                     |
| 旋风少女 （2015年7月7日－2015年8月26日）            | 三裏屯的朋友圈 （2015年10月27日 - 2015年11月26日）  |                                                     |

| 臺灣 八大綜合台 每週一至週四 20:00 - 21:00                                                                              | 臺灣 八大綜合台 每週一至週四 20:00 - 21:00          | 臺灣 八大綜合台 每週一至週四 20:00 - 21:00 |
| --- | --------------------------------------------------- | ------------------------------------------ |
| | 明若曉溪 （2015年9月9日－2015年10月29日）           |                                            |
| 終極惡女 （重播） （2015年7月22日－2015年9月1日） 娛樂百分百Show Star偶像的誕生 （重播） （2015年9月2日－2015年9月8日） | 公主小妹 （重播） （2015年11月2日 - 2015年12月3日） |                                            |

| 香港 無綫網絡電視華語劇台 星期六、日 11:00 - 13:00、14:30 - 16:30、18:00 - 20:00及21:30 - 23:30 | 香港 無綫網絡電視華語劇台 星期六、日 11:00 - 13:00、14:30 - 16:30、18:00 - 20:00及21:30 - 23:30 | 香港 無綫網絡電視華語劇台 星期六、日 11:00 - 13:00、14:30 - 16:30、18:00 - 20:00及21:30 - 23:30 |
| ----------------------------------------------------------------------------------------------- | ----------------------------------------------------------------------------------------------- | ----------------------------------------------------------------------------------------------- |
|                                                                                                 | 明若曉溪 （2016年5月8日－2016年6月26日）                                                        |                                                                                                 |
| 飛越龍門客棧 （2016年3月27日－2016年5月7日）                                                    | 他來了，請閉眼 （2016年7月2日－2016年8月7日）                                                   |                                                                                                 |